# Марина Горка
Марина Горка (блр. Мар’іна Горка; рус. Ма́рьина Го́рка) је град у Белорусији и административни је и културни центар Пухавицког рејона Минске области. Град се налази 63 км југоисточно од главног града Минска, готово у самом географском центру Белорусије. Кроз град протиче река Титовка.
Према подацима пописа становништва 2011. у граду је живела 21.285 становника.

## Историја
Насеље Марина Горка по први пут се помиње у XVI веку, а до значајнијег развоја долази након 1925. када је центар рејона пресељен из суседног села Пухавици у Марину Горку. Насеље је 1939. добило статус градског центра, а од 1955. има и службени статус града. 
Према легенди насеље је добило име у част Пресвете Богородице која се у сну указала једном сељаку и обећала му излечење од тешке болести ако он на оближњем брежуљку подигне цркву њој у част. Сељак је тако и учинио и отуда назив места Марина Горка (Маријино Брдо). 

## Становништво
Према процени, у граду је 2012. живела 21.233 становника.
| 1979.  | 1989.  | 1999.  | 2009.  | 2012.  |
| ------ | ------ | ------ | ------ | ------ |
| 15.156 | 18.866 | 18.866 | 21.446 | 21.233 |

## Градови побратими
- Дмитров, Московска област, Русија
- Баришивка, Кијевска област, Украјина
- Свјебођице, Доња Шлеска, Пољска

## Галерија фотографија
- Марина Горка
- Градски Дом културе